# Kohlensäurebad
Kohlensäurebäder sind eine Behandlungsform der Balneotherapie und bezeichnen die Bäder, deren Kohlensäurequelle einen Gehalt an Kohlenstoffdioxid von mindestens ein Gramm je Kilogramm Wasser beträgt. Die therapeutisch genutzte Kohlensäurequelle kann dabei natürlichen oder künstlichen Ursprungs sein. Oftmals werden auch die zur balneotherapeutischen Anwendung eingesetzten Badezusätze selbst als Kohlensäurebad bezeichnet.
Das Verfahren ist wissenschaftlich nicht vollständig anerkannt.

## Natürliche Kohlensäurebäder
In Deutschland gibt es viele teils kalte, teils warme natürliche Quellen, die einen für Kohlensäurebäder entsprechend hohen Gehalt an Kohlenstoffdioxid aufweisen: Bad Ems, Bad Nauheim, Bad Salzuflen, Bad Wildungen, Bad Pyrmont u. a.
Historisch gesehen wurde beispielsweise 1857 Friedrich Wilhelm Beneke zum ersten Brunnenarzt Bad Nauheims, der die erste Schrift über die Behandlung Herzkranker mit kohlensäurehaltigen Solbädern veröffentlichte.

## Künstliche Kohlensäurebäder
Künstliche Kohlensäurebäder können auf zwei unterschiedliche Arten zubereitet werden, entweder auf mechanischem oder auf chemischem Wege.
Die mechanische Zubereitung erfolgt durch Sättigung von Wasser mit gasförmiger Kohlensäure aus einer Stahlflasche unter einem Überdruck von etwa drei Bar in einer so genannten Imprägnierapparatur (Imprägnierverfahren). Das so imprägnierte, kalte Wasser wird anschließend dem warmen Badewasser in entsprechender Menge zugegeben, und das Vollbad am Ende mit heißem Wasser auf die Gebrauchstemperatur eingestellt.
Einfacher in der Anwendung ist das Herstellen von Kohlensäurebädern durch das Mischen von Chemikalien, die dem Badewasser hinzugegeben werden. Als Kohlensäure lieferndes Präparat (Kohlensäureträger) dient ausschließlich Natriumhydrogencarbonat. Dieses setzt durch Zugabe einer schwachen Säure oder eines sauren Salzes wie z. B. Aluminiumsulfat (Kohlensäureentwickler) die entsprechende Menge Kohlensäure frei.

## Kohlensäure-Trockenbad/-Gasbad
Das auch als Kohlendioxid-Gasbad bezeichnete Kohlensäure-Trockenbad kann sowohl als Teil- als auch als Vollbad durchgeführt werden.
Für Teilbäder wird ein elektrisch beheizbarer Kasten mit einem Loch mit elastischer Manschette, für Vollbäder entsprechende Sitzkabinen oder Spezialwannen verwendet. Die Sitzkabinen enthalten einen Stuhl und die Spezialwannen sind mit Liegen ausgestattet. Zur Behandlung wird Kohlenstoffdioxid eingeleitet, wodurch die Temperatur stark abfällt. Deshalb muss ständig nachgeheizt werden, um die Behandlungstemperatur aufrechtzuhalten. Dadurch kommt es zur Bildung der für die Resorption des Gases nötigen Hautfeuchte.

## Indikationen
Die in Deutschland als Arzneimittel zugelassenen Kohlensäurebäder weisen folgende Indikationen aus:
- Zur unterstützenden Behandlung bei leichten Formen des Bluthochdrucks (arterielle Hypertonie) und
- zur unterstützenden Behandlung bei leichten Formen von peripheren Durchblutungsstörungen an Armen und Beinen[2]

Grundsätzlich gelten folgende Indikationen als gesichert:
- Milde arterielle Hypertonie (Stad. 1 WHO)
- Periphere arterielle Verschlusskrankheiten bis Stadium II
- Funktionelle arterielle Durchblutungsstörungen
- Mikrozirkulationsstörungen der Haut
- Neurovegetative und psychosomatisch bedingte Herz- und Kreislaufbeschwerden
- Venöse Durchblutungsstörungen

Darüber hinaus finden sich noch folgende medizinische Indikationen:
- Arterielle Hypertonie (Stad. 2 WHO)
- Periphere arterielle Verschlusskrankheiten in jedem Stadium
- Trophisch bedingte Ulcera der Haut, venöse Ulcera
- Chronisch-venöse Insuffizienz
- Unterstützende Behandlung bei entzündlichen und nicht entzündlichen rheumatischen Erkrankungen im subakuten und chronischen Stadium

## Wirkungen
Durch die vermutete Wirkung von Kohlenstoffdioxid auf Hautrezeptoren soll im Kohlensäurebad die Juck- und Schmerzempfindlichkeit abnehmen.
Daher sollen Kohlensäurebäder bei manchen Erkrankungen wie z. B. Ulcus und Gangrän schmerzlindernd und oft auch insgesamt nervlich beruhigend wirken.
Auch der für schlecht heilende Wunden positive Einfluss einer peripheren Gefäßerweiterung wird weiterhin diskutiert und untersucht.
Für den Einsatz bei Ischämien konnte gezeigt werden, dass die Behandlung durch Kohlensäurebäder zu einer Induktion der VEGF-Synthese führt, welche zu einer Neubildung von Blutgefäßen aus Endothelialen Vorläuferzellen führt.
Auch ein möglicherweise positiver Einfluss von Kohlensäurebädern auf die Leistungsfähigkeit von Sportlern wurde untersucht. Unterschiede zwischen einer behandelten und unbehandelten Gruppe von Schwimmern konnten gezeigt werden. In welchem Ausmaß sich jedoch ein möglicher Vorteil durch diese Unterschiede ergeben könnte, ist noch unklar.
Durch einen Einfluss auf die Thermorezeptoren hemmt Kohlenstoffdioxid die Empfindlichkeit der Kaltrezeptoren und stimuliert die Warmrezeptoren, so dass Kohlensäurebäder etwa 2 °C wärmer empfunden werden als sie eigentlich sind. So liegt die Indifferenztemperatur tiefer als bei Leitungswasserbädern, ohne dass die Temperaturgegenregulation ausgelöst wird. Deshalb können Kohlensäurebäder, ohne dass ein Kältegefühl auftritt, auch bei tieferen Temperaturen bis ca. 31 °C angewendet werden.

## Anwendungshinweise und Kontraindikationen
Der Patient sollte sich im Badewasser wenig bewegen, um die Entmischung der wässrigen Lösung des Kohlenstoffdioxids so gering wie möglich zu halten.
Der Kopf des Patienten sollte stets oberhalb des Wannenrandes gehalten werden, damit das sich oberhalb des Wasserspiegels befindliche Gas nicht eingeatmet werden kann. Besondere Vorsicht ist bei Kindern geboten.
Im Anschluss an das Bad sollte der Körper abgeduscht und eine Nachruhe von mindestens 30 Minuten eingehalten werden. Der Baderaum sollte nach jedem Kohlensäurebad ausreichend gelüftet werden.
Als Kontraindikationen gelten zum einen allgemein für Vollbäder angegebene wie fieberhafte Erkrankungen und Infektionen, Herzinsuffizienz (Stad. III und IV, NYHA), hochgradige Koronarinsuffizienz und Bluthochdruck (Stad. IV, WHO).
Zum anderen ist das Kohlensäurebad im Speziellen kontraindiziert bei respiratorischer Insuffizienz, nässenden, großflächigen Ekzemen, frischem Herzinfarkt und trockenen Gangränen.